# 바버라 프리드

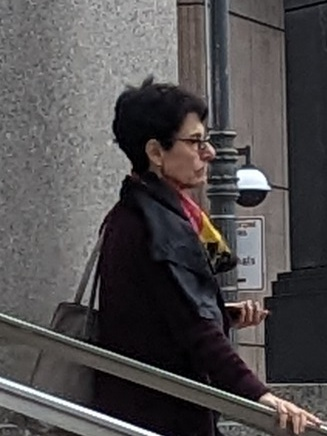

바버라 프리드(영어: Barbara Fried, 1951년 ~ )는 미국의 변호사다. 하버드 법학대학원을 졸업하였고, 법학 교수로 재직중이다. 아들은 암호화폐 거래소를 설립하여 억만장자가 된 샘 뱅크먼프리드이다.